# البراري والحامول (مسلسل)
البراري والحامول، مسلسل مصري صدر سنة 1995، من إخراج حسين عمارة وبطولة إلهام شاهين، مصطفى متولي

## ملخص القصة
تدور أحداث المسلسل حول أهالي القرية الفقراء والضعفاء، وحول (زاهية) التي تترشح كنائبة عنهم في البرلمان لكي تدافع عن حقوقهم، رغم المعاناة والضغوطات التي كانت لديها، لكن إصرارها كان القوة التي ساعدتها على تخطي هذه الأزمات.

## طاقم العمل
- إلهام شاهين
- مصطفى متولي
- سعد أردش
- سيد زيان
- حسن مصطفى
- جمال إسماعيل
- محمد التاجى